# Pauline Bourdon
Pauline Bourdon (Limoges, 4 novembre 1995) è una rugbista a 15 francese, mediano di mischia e, talora, d'apertura, del Tolosa.

## Biografia
Nata nel 1995 a Limoges, Pauline Bourdon è nel rugby dall'età di quattro anni, dapprima nel Capo Limoges, polisportiva cittadina, poi nell'USA Limoges, maggior club di rugby della città; diplomata al liceo agrario locale, vinse un torneo rugbistico nazionale per squadre scolastiche di tale ramo di studi.
A 18 anni ancora da compiere si trasferì all'AS Bayonne, sua prima squadra seniores, e si impiegò come supervisore di produzione in un istituto per persone disabili ad Arbonne.
Con solo due stagioni da seniores alle spalle debuttò in nazionale francese a Martigues pochi giorni dopo il suo ventesimo compleanno, nel novembre 2015, per un test match contro l'Inghilterra; l'anno dopo fu nella squadra che si aggiudicò il Sei Nazioni; nel 2017, per non perdere l'occasione di un contratto a tempo indeterminato da parte del suo datore di lavoro, rinunciò agli impegni internazionali, saltando così il Sei Nazioni e la Coppa del Mondo 2017.
Tornò in nazionale francese solo dopo la competizione mondiale per alcuni impegni interni, ma poi riuscì a essere presente in tutti i cinque match del Sei Nazioni 2018 che la Francia vinse con il Grande Slam; alla fine di quell'anno fu presente nella rosa di cinque candidate al titolo di miglior giocatrice World Rugby dell'anno, riconoscimento che, tuttavia, andò alla sua connazionale Jessy Trémoulière.
Nel 2021, per poter stabilirsi insieme alla sua partner Laure Sansus, Bourdon lasciò Bayonne per il Tolosa.
Alla vigilia della Coppa del Mondo 2021, in cui entrambe le giocatrici sono convocate, le due partner hanno annunciato il loro matrimonio.

## Palmarès
- Campionati francesi: 1
Tolosa: 2021-22